# Luigi Chiurazzi
Luigi Chiurazzi (Napoli, 12 ottobre 1831 – Napoli, 1926) è stato un editore italiano.
Intellettuale eclettico, libraio, bibliofilo, è autore di canzoni, scritti teatrali e testi in poesia e prosa in napoletano, che firma spesso con fantasiosi pseudonimi. 
Inizia la sua carriera aprendo un negozio di libri alla strada del Molo, a Napoli. Approfitta della vicinanza del porto per importare pubblicazioni clandestine. Si trasferisce in seguito al largo delle Pigne numero 47: la sua libreria è un punto di ritrovo per letterati e patrioti, che seguono le idee nazionalistiche in voga nell'intera penisola italiana. Frequenta così personalità come Carlo Poerio, Luigi Settembrini, Carlo Pisacane. Liberale della prima ora, prende parte ai moti del 1848, ma per la sua attività politica e libraia conosce da vicino, in varie occasioni, le prigioni borboniche.  Nel 1860, dopo l'Unità, entra a far parte della Guarda nazionale.
La libreria si sposta a piazza Cavour, dove inizia una frenetica attività editoriale. Nel 1875 fonda la rivista Lo Spassatiempo, attiva fino al 1880 come organo della sezione cittadina dell'Accademia dei Filopatridi.
È l'editore di alcune pubblicazioni di ampia diffusione come La smorfia napoletana più volte ristampata, il manuale di gioco Revole de jocare le carte ripubblicato poi dai figli Edoardo ed Anacreonte, e una edizione napoletana dell'almanacco Barbanera. Pubblica inoltre collane letterarie come La bibliotechina rosea dedicata alla poesia napoletana contemporanea, e La biblioteca lillipuziana con cui offre ai suoi lettori in edizioni di piccolo formato traduzioni da autori stranieri e scritti di nuovi autori napoletani.
Lascia la sede di piazza Cavour ai figli per ritirarsi, negli ultimi anni della sua vita, nella libreria alla Salita Stella n. 131.